# Sänger (Raumtransportsystem)

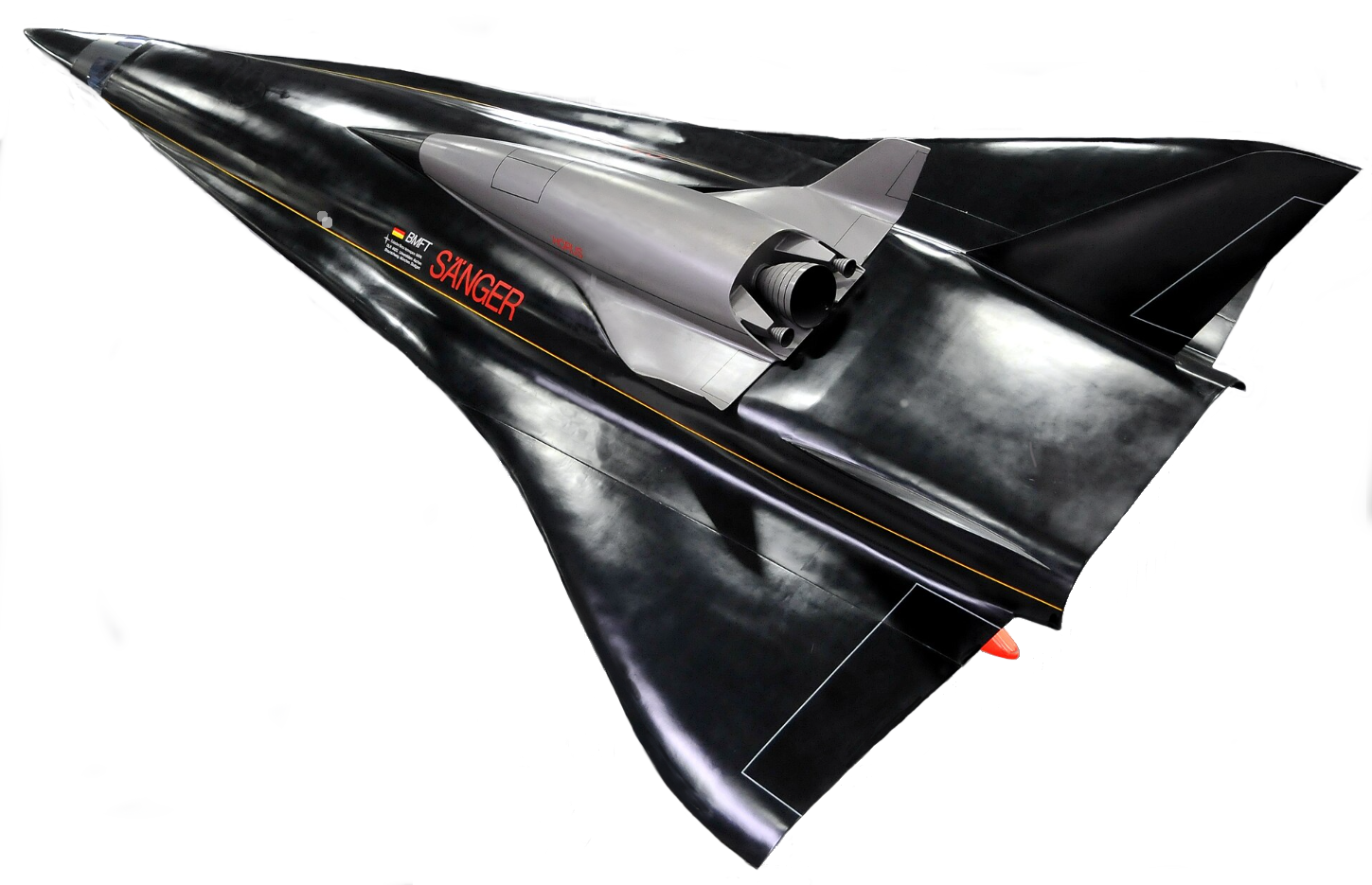
Sänger II Space Shuttle Modell im Technik Museum Speyer

SÄNGER ist ein Konzept für einen Raumgleiter von Eugen Sänger. Es wurde von 1961 bis 1974 bei der Firma Junkers als Studie für Raumgleiter entwickelt.

## Konzept

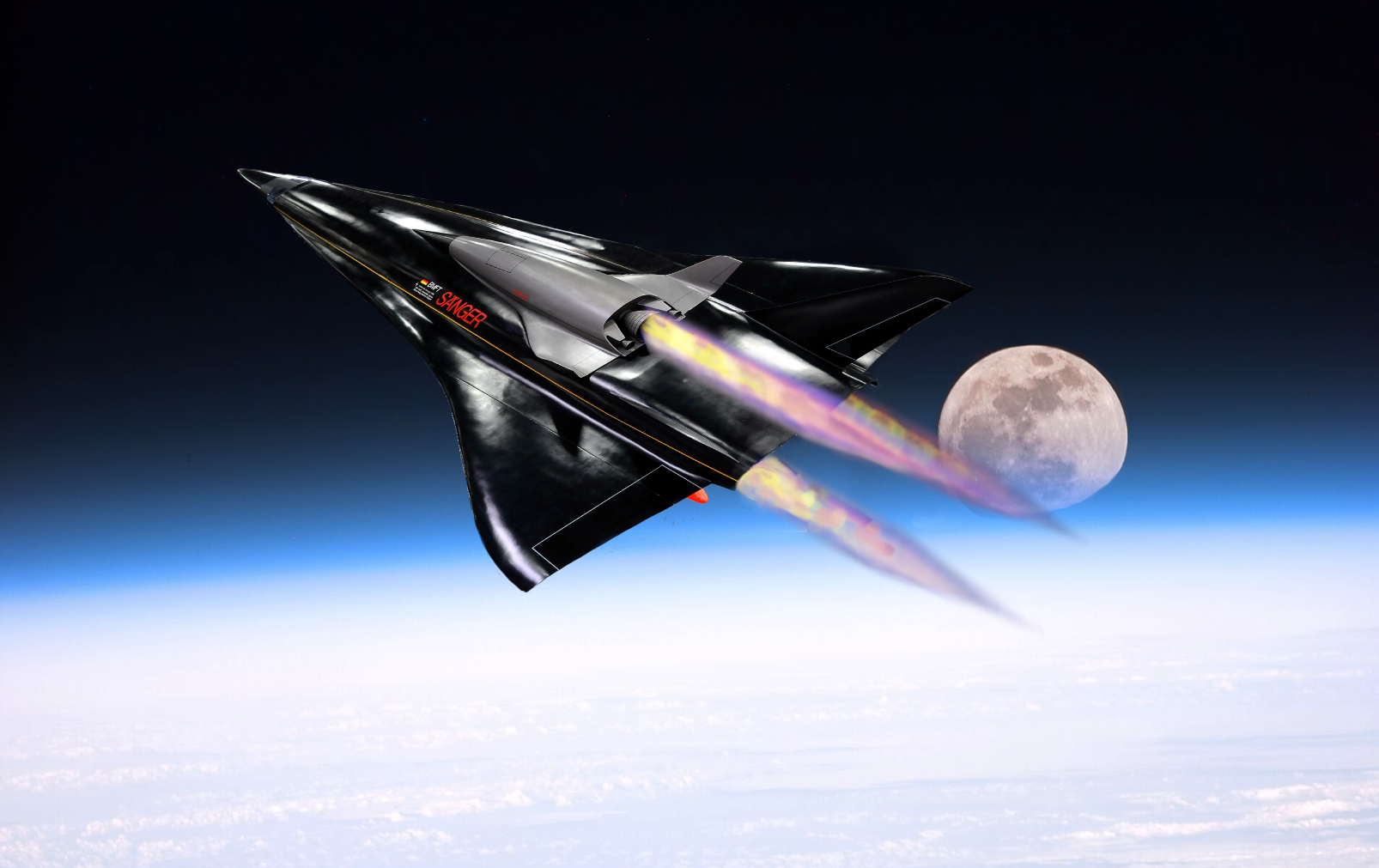
Künstlerische Darstellung des Space Shuttle Models der Sänger II von Eugen Sänger

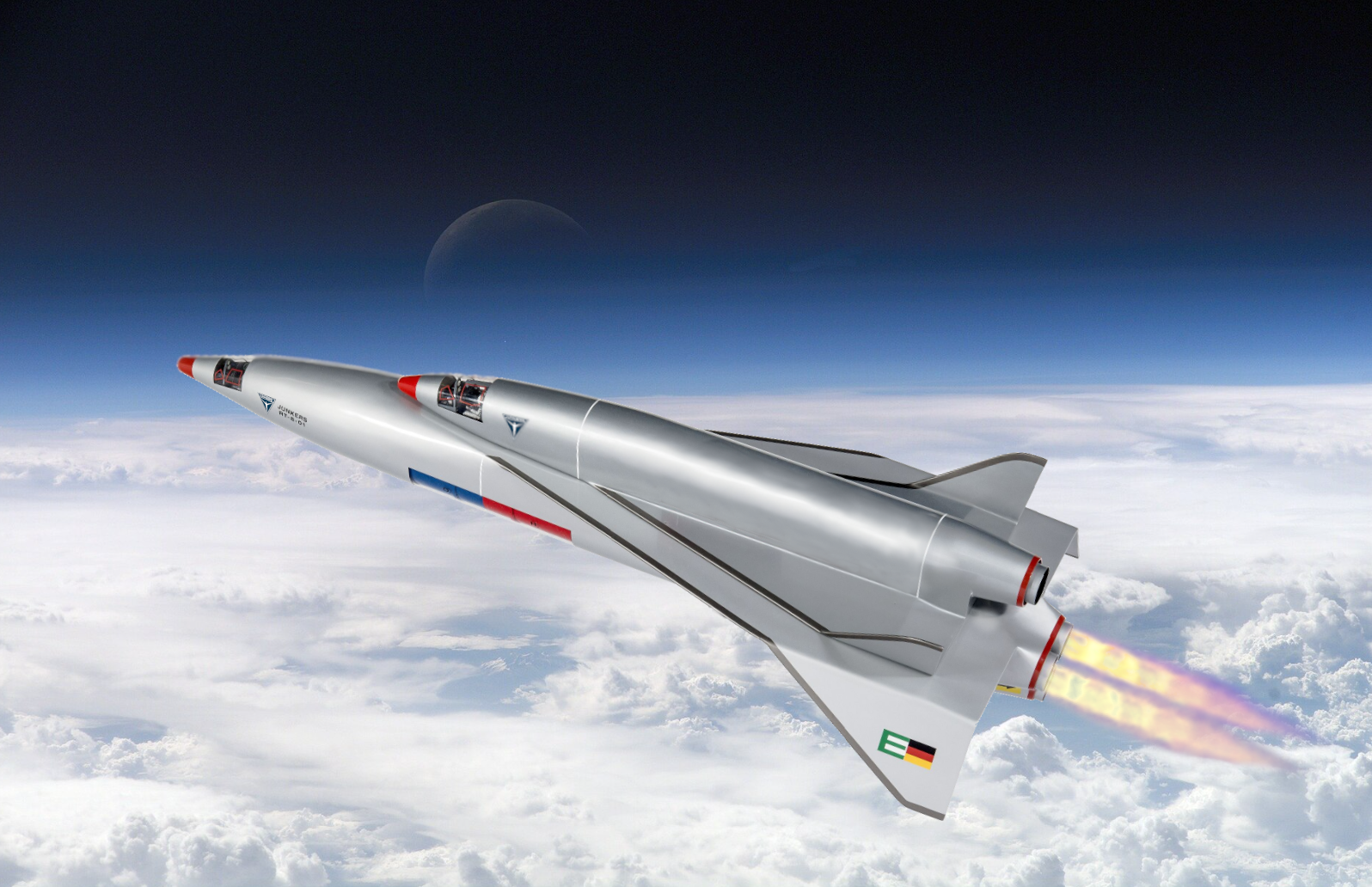
Raumtransporter Junkers RT-8-01 Modellstudie von 1961 nach Eugen Sänger

Das Konzept besteht ähnlich dem Space Shuttle aus zwei Stufen. Die untere Stufe ist eine horizontal startende Trägereinheit, die das eigentliche Raumschiff auf 30 km Höhe in die Stratosphäre bringt. Der Vorteil dieses Konzepts ist, dass die Unterstufe mit einem luftatmenden Antrieb – wie bei einem Jet – ausgestattet werden kann und daher den zur Verbrennung benötigten Oxidator, anders als eine Rakete, nicht mitbefördern muss. Gelingt es, die Oberstufe bei einer Geschwindigkeit von mehreren 1000 km/h zu separieren, gewinnt man nicht nur erheblich Energie, sondern vermeidet auch einen großen Teil der sonst auftretenden atmosphärischen Reibungsverluste. Die Oberstufe selbst hat in jedem Fall einen konventionellen Raketenantrieb. Ein weiterer Vorteil ist die Möglichkeit der Steuerung der Unterstufe, die eine sehr flexible Wahl des Zielorbits ermöglicht.
Die Oberstufe hat eine Abmessung von 31 m × 12 m Flügelspannweite. Der Sänger sollte zwei Astronauten befördern können. Die Fähre wurde nicht verwirklicht, erfuhr jedoch als Sänger II eine kurze Wiederbelebung.

## SÄNGER II
Im SÄNGER-II-Projekt wurde eine europäische Raumfähre geplant. Ende der 1980er Jahre schlug die westdeutsche Firma Messerschmitt-Bölkow-Blohm das Konzept eines zweistufigen wiederverwendbaren Trägers vor. Er sollte wie ein Flugzeug starten und landen.
Die zweite Stufe sollte bei einer Geschwindigkeit von Mach 7 in etwa 30 km Höhe abgetrennt werden. Während die Unterstufe wie ein Flugzeug zum Startplatz zurückkehrt, beschleunigt die Oberstufe weiter, bis sie die Umlaufbahn erreicht. Wahlweise kann dabei eine Oberstufe für Fracht („CARGUS“ = Cargo Upper Stage) oder Raumfahrertransport („HORUS“ = Hypersonic Orbital Upper Stage) verwendet werden. Dabei hätte sie etwa 10 t oder einige Raumfahrer in eine niedrige Erdumlaufbahn bringen können, was etwa einem Drittel der Kapazität des Space Shuttles entspräche.
Die Gesamtabflugmasse hätte etwa 366 t betragen. Die Unterstufe hätte leer eine Masse von 156 t gehabt und 98 t Wasserstoff getankt. Die Leermasse der bemannten Oberstufe hätte etwa 33 t betragen, bei einer Treibstoffmasse von 74 t (Wasserstoff und Flüssigsauerstoff) sowie etwa 5 t Nutzlast.
Das Projekt wurde 1995 eingestellt, wofür es zahlreiche Gründe gab. Das Programm war ursprünglich von der MBB Raumfahrt zur Technologieforschung gegründet worden. Nach der Fusion der wesentlichen deutschen Industriestandorte zur Deutschen Aerospace AG und dem unerwarteten Anfangserfolg des Sänger II zogen die zahlenmäßig dominierenden Luftfahrtabteilungen das Programm an sich, deklarierten es als künftigen europäischen Raumtransporter und forderten entsprechende Programmgelder. Damit wurden allerdings gleichzeitig die wesentlichen Hyperschallforschungsbereiche verlassen, der Unmut der europäischen Nachbarn geweckt, die zu diesem Zeitpunkt noch an Hermes arbeiteten und schließlich die verfügbaren Budgets, besonders mit dem Wunsch nach einem bemannten Prototypen, falsch eingeschätzt. Innerhalb der Sonderforschungsbereiche konnte die Deutsche Forschungsgemeinschaft, von der das Thema ursprünglich ausging, entsprechende Arbeiten allerdings noch einige Jahre an verschiedenen Hochschulen erfolgreich fortsetzen. Auf der technischen Seite war der Antrieb der Unterstufe das Hauptproblem. Es gelang jedoch nicht, einen Antrieb zu entwickeln, der im gesamten geforderten Geschwindigkeitsbereich gleichermaßen effizient gewesen wäre, obwohl die europaweit ersten Tests mit einem „Turbo“-Ramjet 1991 angelaufen waren. Schließlich zeigten Kostenrechnungen auch, dass Sänger II gegenüber der zu dieser Zeit ebenfalls entwickelten Ariane 5 keine signifikanten Einsparungen gebracht hätte.

## HYTRAC Team
Am 7. Mai 2022 kamen ehemalige Projektmitarbeiter von SÄNGER II zusammen und gründeten das HYTRAC (Hypersonic Transportation Consulting) Team. Ziel ist die Verwirklichung einer zukünftigen Hyperschall-Raumtransporttechnologie unter Einbringung vorhandener Erkenntnisse. Dazu wird zunächst umfangreiches raumfahrttechnisches Material im Militärhistorischen Museum der Bundeswehr in Dresden und Berlin-Gatow gesichtet.